# Live Johnny Winter And
Albums de Johnny Winter
Johnny Winter And
(1970) Still Alive and Well
(1973)
Live Johnny Winter And, paru en 1971, est le premier album live de Johnny Winter. IL s'agit du premier album officiel en public pour Johnny Winter et son groupe, le Johnny Winter And, au sein duquel Bobby Caldwell a remplacé Randy Z pour la tournée qui suivit la sortie de l'album Johnny Winter And. C'est également le dernier album du groupe et dernier album de Johnny Winter avant une interruption de plusieurs mois au cours de laquelle il fut confronté à de graves problèmes de drogue (overdose d'héroïne, cure de désintoxication).
L'album a été enregistré au Fillmore East de New York en octobre 1970 et au Pirate's World de Dania (Floride) fin 1970.

## Musiciens
- Johnny Winter : voix, guitare
- Rick Derringer : guitare, voix
- Randy Jo Hobbs : basse
- Bobby Caldwell : batterie

## Ttres de l'album
| No | Titre                          | Durée  |
| -- | ------------------------------ | ------ |
| 1. | Good Morning Little Schoolgirl | 4:35   |
| 2. | Its My Own Fault               | 12:14  |
| 3. | Jumpin' Jack Flash             | 4:26   |
| 4. | Rock and Roll Medley:          | 6:45   |
|    | - Great Balls of Fire          | (1:36) |
|    | - Long Tall Sally              | (0:47) |
|    | - Whole Lotta Shakin' Goin' On | (4:22) |
| 5. | Mean Town Blues                | 8:59   |
| 6. | Johnny B. Goode                | 3:22   |

## Classements et certifications
Live Johnny Winter And est le seul album de Johnny Winter à obtenir la certification RIAA « Gold » (plus de 500 000 copies vendues aux États-Unis.
Au Royaume-Uni, il atteint la 20e place, ce qui constituait sa meilleure apparition dans le UK Albums Chart. Il s'agissait également de son meilleur classement pour un album live dans le Billboard 200 le RPM100.
Un single issu de l'album, Jumpin' Jack Flash, avec Good Morning Little School Girl en face B, atteint la 89e place dans le Billboard's Hot 100 et devient sa meilleure entrée dans les classements de singles.
| Chart                 | Meilleure position | Ref(s) |
| --------------------- | ------------------ | ------ |
| Canada RPM 100 Albums | 48                 | [ 6 ]  |
| UK Official Charts    | 20                 | [ 4 ]  |
| US Billboard 200      | 40                 | [ 5 ]  |

## Informations sur le contenu de l'album
- Good Morning Little Schoolgirl est issu de l'album Johnny Winter; It's My Own Fault et Mean Town Blues de l'album The Progressive Blues Experiment; Johnny B. Goode de Second Winter; Jumpin' Jack Flash et les trois titres qui composent le Rock and Roll Medley sont inédits en album.
- Good Morning Little Schoolgirl est une reprise de Sonny Boy Williamson I (1937).
- It's My Own Fault est une reprise de B.B. King (1952) dont le titre original est My Own Fault, Darling.
- Jumpin' Jack Flash est une reprise des Rolling Stones (single de 1968).
- Great Balls of Fire est une reprise de Jerry Lee Lewis (composée en 1957 par Otis Blackwell).
- Long Tall Sally est une reprise de Little Richard (1956).
- Whole Lotta Shakin' Goin' On est une reprise de Big Maybelle (1955) popularisée en 1957 par la version qu'en fit Jerry Lee Lewis.
- Johnny B. Goode est une reprise de Chuck Berry de 1958.
- Le titre Good morning, little schoolgirl est extrait d'un concert du 3 octobre 1970. Il sera repris sur l'album Live at the Fillmore East dans la version peut-être intégrale de ce concert.